# 6562 Такоякі
6562 Такоякі (6562 Takoyaki) — астероїд головного поясу, відкритий 9 листопада 1991 року.
Тіссеранів параметр щодо Юпітера — 3,579.
Названо на честь Такоякі (яп. たこやき такоякі).